# Nikita Mielnik
Nikita Wasiliewicz Mielnik (ur. 1893 we wsi Bolszaja Daniłowka w obwodzie charkowskim, zm. 1974 tamże) – oficer NKWD, jeden z wykonawców zbrodni katyńskiej.
Był narodowości ukraińskiej, skończył szkołę podstawową, od 1919 żołnierz Armii Czerwonej i funkcjonariusz Czeki/OGPU/NKWD. Pracownik Zarządu NKWD obwodu charkowskiego w stopniu porucznika, w 1940 brał udział w mordowaniu polskich jeńców, nagrodzony za to przez Ławrientija Berię rozkazem z 26 października 1940. Po wojnie był dyżurnym pomocnikiem komendanta wydziału administracyjnego Zarządu MBP.

## Odznaczenia
- Order Czerwonego Sztandaru (1951)
- Order Czerwonej Gwiazdy (1946)
- Medal „Za zasługi bojowe” (1945)